# Judita Hahn
Judita Hahn Kreft, slovenska gledališka in filmska igralka, * 16. september 1926, Murska Sobota, † 25. november 2020.
Med drugo svetovno vojno je bila zaprta v Koncentracijskem taborišču Auschwitz. Leta 1977 je diplomirala na Akademiji za igralsko umetnost v Ljubljani. Do upokojitve leta 1984 je bila članica ansambla Mestnega gledališča ljubljanskega. Nastopila je tudi v petih jugoslovanskih celovečernih filmih Družinski dnevnik, Naš avto, Druga strana medalje, Pomladni veter in Ljubezen nam je vsem v pogubo.
Poročena je bila s književnikom, dramatikom, gledališčnikom in akademikom Bratkom Kreftom. Njun sin je Lev Kreft.

## Filmografija
- Ljubezen nam je vsem v pogubo (1987, celovečerni igrani film)
- Pomladni veter (1974, celovečerni igrani film)
- Druga strana medalje (1965, celovečerni igrani film)
- Naš avto (1962, celovečerni igrani film)
- Družinski dnevnik (1961, celovečerni igrani film)